# Gran Premi d'Itàlia del 1969
Resultats del Gran Premi d'Itàlia de Fórmula 1 de la temporada 1969 disputat al circuit de Monza el 7 de setembre del 1969.

## Resultats
| Pos | No | Pilot                | Equip          | Voltes | Temps/ Retirada       | Pos. de sortida | Punts |
| --- | -- | -------------------- | -------------- | ------ | --------------------- | --------------- | ----- |
| 1   | 20 | Jackie Stewart       | Matra - Ford   | 68     | 1h 39' 11. 26         | 3               | 9     |
| 2   | 4  | Jochen Rindt         | Lotus - Ford   | 68     | + 0.08 s              | 1               | 6     |
| 3   | 22 | Jean-Pierre Beltoise | Matra - Ford   | 68     | + 0.17 s              | 6               | 4     |
| 4   | 18 | Bruce McLaren        | McLaren - Ford | 68     | + 0.19 s              | 5               | 3     |
| 5   | 32 | Piers Courage        | Brabham - Ford | 68     | + 33.44 s             | 4               | 2     |
| 6   | 10 | Pedro Rodríguez      | Ferrari        | 66     | + 2 Voltes            | 12              | 1     |
| 7   | 16 | Denny Hulme          | McLaren - Ford | 66     | + 2 Voltes            | 2               |       |
| 8   | 30 | Jo Siffert           | Lotus - Ford   | 64     | Motor                 | 8               |       |
| 9   | 2  | Graham Hill          | Lotus - Ford   | 63     | Palier / Eix          | 9               |       |
| 10  | 26 | Jacky Ickx           | Brabham - Ford | 61     | Sense combustible     | 15              |       |
| NC  | 14 | John Surtees         | BRM            | 60     | No Classificat        | 10              |       |
| Ret | 12 | Jackie Oliver        | BRM            | 48     | Pressió de l'oli      | 11              |       |
| Ret | 36 | Silvio Moser         | Brabham - Ford | 9      | Pèrdua de combustible | 13              |       |
| Ret | 28 | Jack Brabham         | Brabham - Ford | 6      | Pèrdua d'oli          | 7               |       |
| Ret | 6  | John Miles           | Lotus - Ford   | 3      | Motor                 | 14              |       |

## Altres
- Pole: Jochen Rindt 1' 25. 48

- Volta ràpida: Jean-Pierre Beltoise 1' 25. 2 (a la volta 64)